# Diaethria eluina
Diaethria eluina är en fjärilsart som beskrevs av William Chapman Hewitson 1854. Diaethria eluina ingår i släktet Diaethria och familjen praktfjärilar. Inga underarter finns listade i Catalogue of Life.

## Bildgalleri

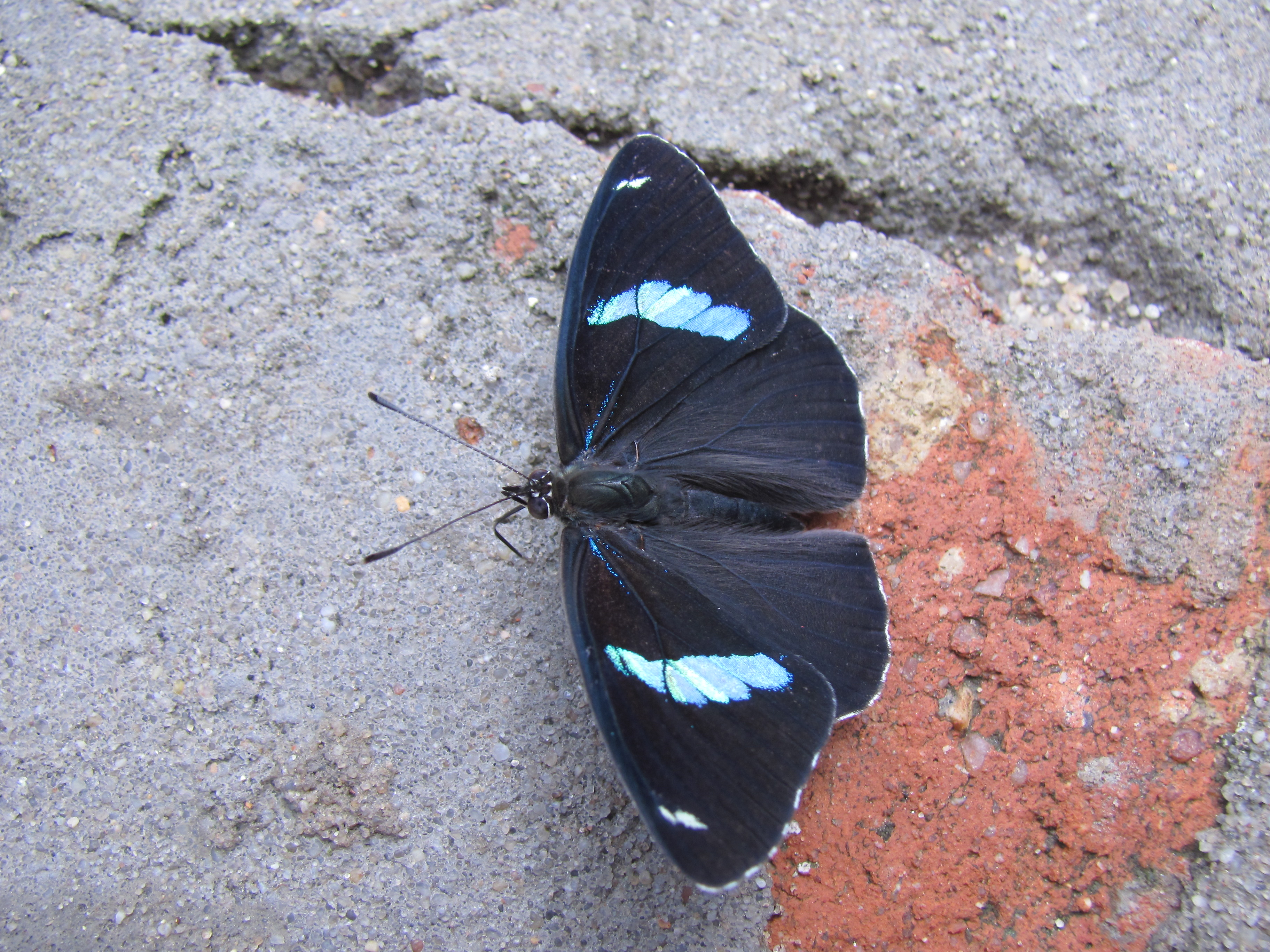
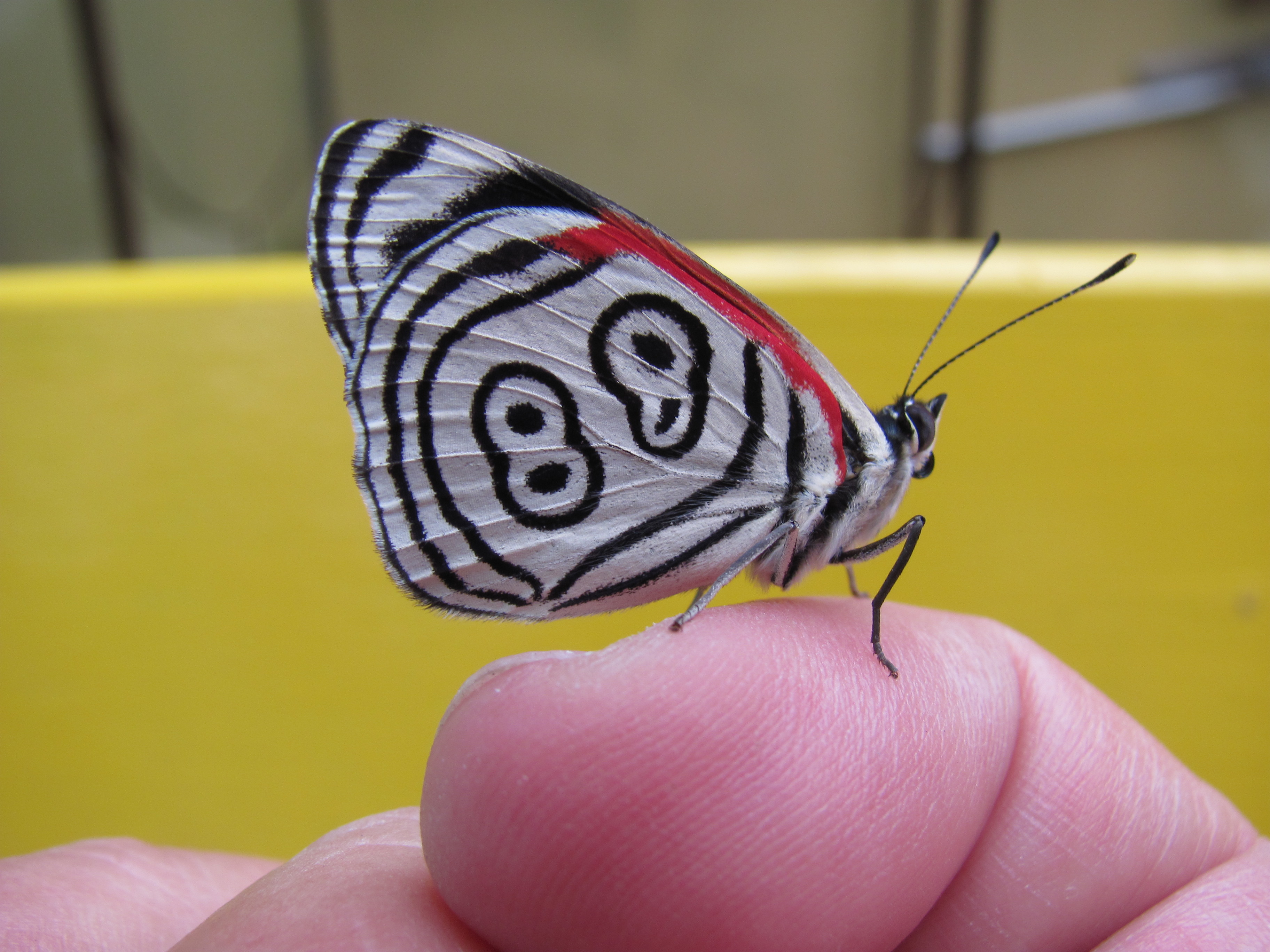
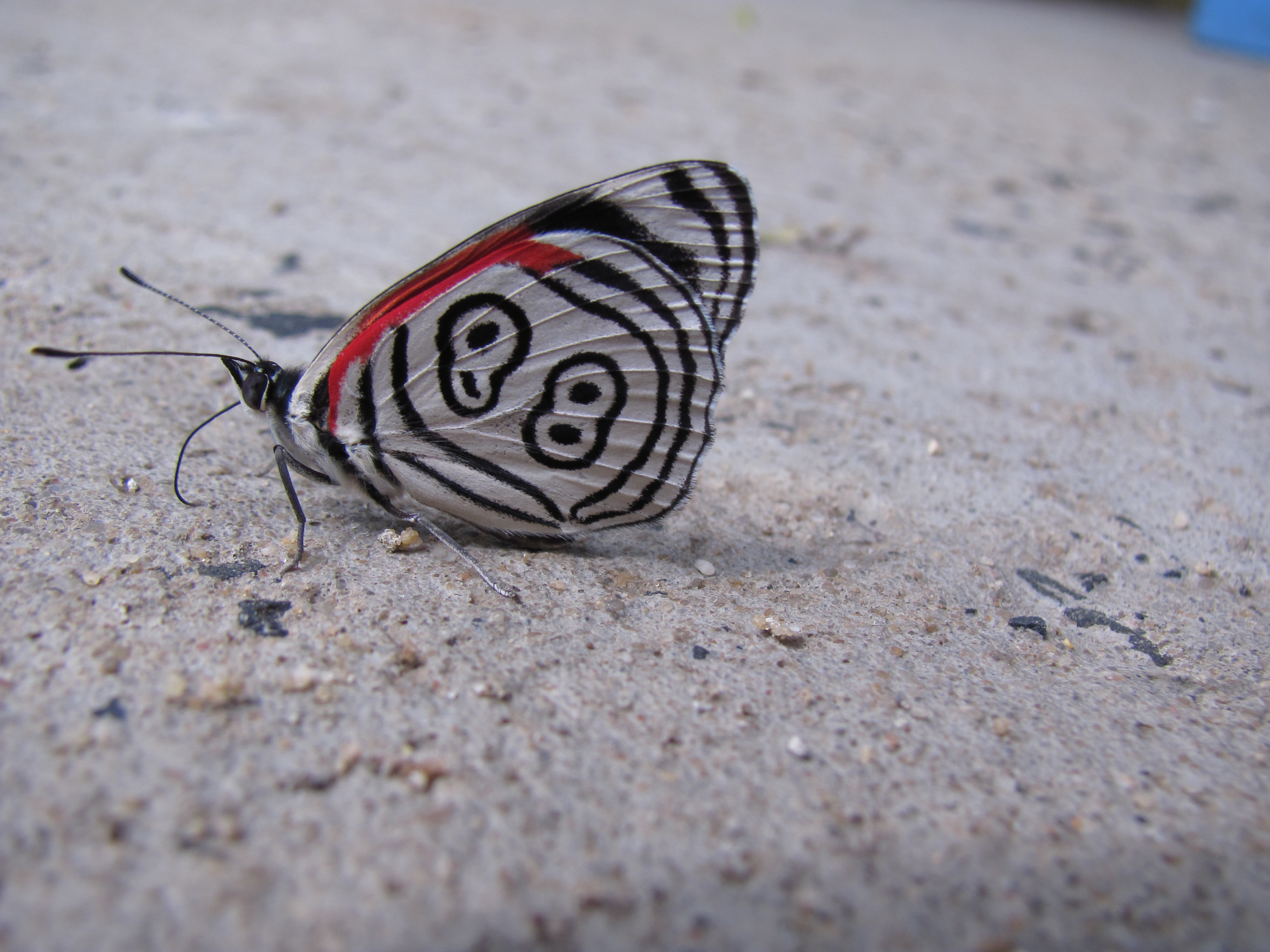
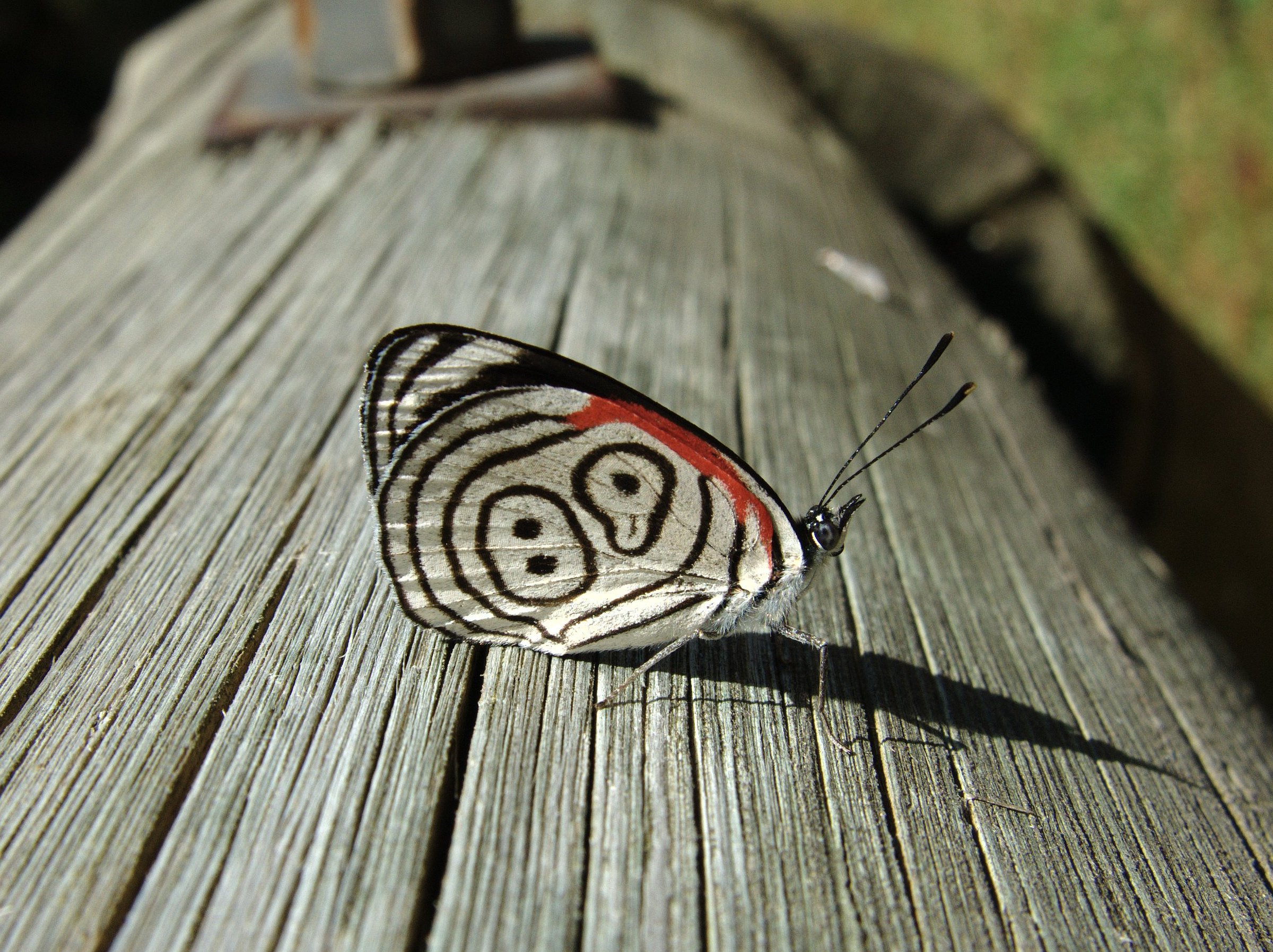
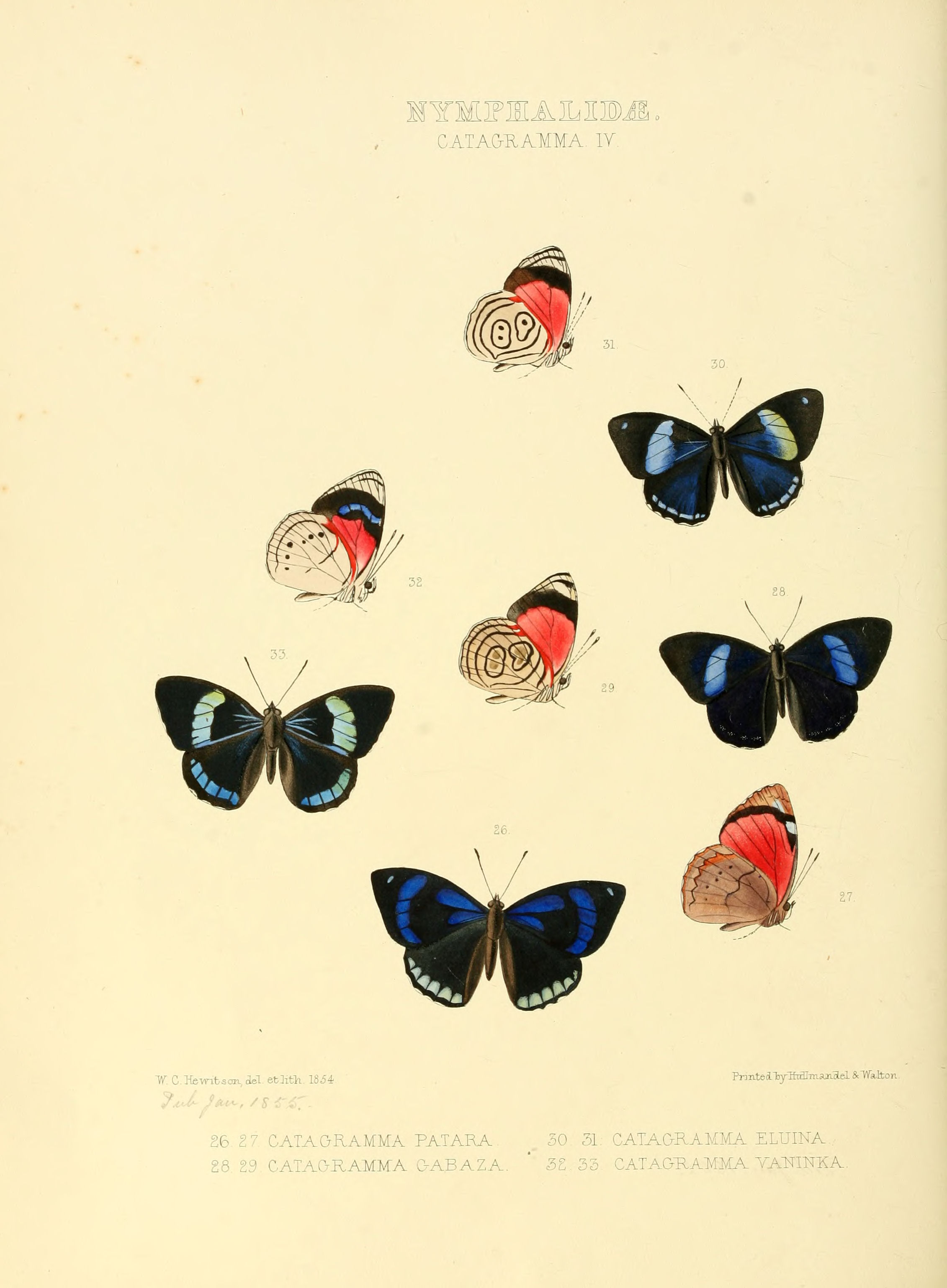